# Чемпионат ФРГ по волейболу среди мужчин
Чемпионат ФРГ по волейболу среди мужчин — ежегодное соревнование мужских волейбольных команд ФРГ. Проводился в 1957—1991 годах. Наибольшее число побед на счету команды УСК (Мюнстер) — 8.
В последние годы соревнования проводились в бундеслиге и 1-й лиге (зоны «Север» и «Юг»). Организатором чемпионатов являлся Немецкий волейбольный союз (Deutscher Volleyball Verband — DVV). Вскоре после объединения Германии в 1991 году были также объединены волейбольные федерации ФРГ и ГДР в единый Немецкий волейбольный союз. В сезоне 1991/92 был проведён первый единый чемпионат Германии.

## Чемпионы
| - 1957 «Хохшуле» Ганновер - 1958 «Лимбургерхоф» - 1959 «Лимбургерхоф» - 1960 «Ганновер» - 1961 «Алемания» Ахен - 1962 «Ганновер» - 1963 «Олимпия» Кёльн - 1964 «Олимпия» Кёльн - 1965 УСК Мюнстер - 1966 УСК Мюнстер - 1967 УСК Мюнстер - 1968 УСК Мюнстер - 1969 УСК Мюнстер - 1970 УСК Мюнстер - 1971 УСК Мюнстер - 1972 УСК Мюнстер - 1973 ТСФ-1860 Мюнхен - 1974 «Бонн» | - 1975 ТСФ-1860 Мюнхен - 1976 «Гамбургер» Гамбург - 1977 «Гамбургер» Гамбург - 1978 ТСФ-1860 Мюнхен - 1979 «Байер» Леверкузен - 1980 ТСФ-1860 Мюнхен - 1981 «Бонн» - 1982 УСК «Гессен» Висбаден - 1983 УСК «Гессен» Висбаден - 1984 УСК «Гессен» Висбаден - 1985 «Гамбургер» Гамбург - 1986 «Гамбургер» Гамбург - 1987 «Гамбургер» Гамбург - 1988 «Гамбургер» Гамбург - 1989 «Байер» Леверкузен - 1990 «Байер» Леверкузен - 1991 «Мильбертсхофен» Мюнхен |

### Титулы
| Клуб                    | Победы |
| ----------------------- | ------ |
| УСК Мюнстер             | 8      |
| «Гамбург»               | 6      |
| ТСФ-1860 Мюнхен         | 4      |
| «Байер» Леверкузен      | 3      |
| «Ганновер»              | 3      |
| УСК «Гессен» Висбаден   | 3      |
| «Бонн»                  | 2      |
| «Лимбургерхоф»          | 2      |
| «Олимпия» Кёльн         | 2      |
| «Алемания» Ахен         | 1      |
| «Мильбертсхофен» Мюнхен | 1      |